# Pterula brunneosetosa
Pterula brunneosetosa är en svampart som beskrevs av Corner 1952. Pterula brunneosetosa ingår i släktet Pterula och familjen mattsvampar.   Inga underarter finns listade i Catalogue of Life.